# Якутская епархия
Яку́тская епа́рхия (якут. Дьокуускайдааҕы епархия) — епархия Русской православной церкви, объединяющая приходы и монастыри в границах Якутии.

## История
С 1620 года по 1731 год Якутия входила в состав Тобольской епархии. С 1731 по 1852 годы Якутия в составе Иркутской епархии.

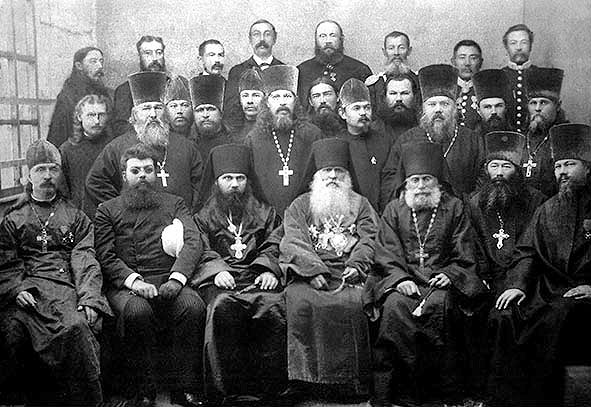
Епископ Мелетий (Якимов) и духовество Якутской епархии 1896

С 1853 года по 1870 год Якутия оформляется в Якутское викариатство Камчатской епархии. Первый епископ Камчатский и Алеутский, святитель Иннокентий (Вениаминов), пребывал в Якутске с 11 сентября 1853 года, а переселившись в Благовещенск в 1860 году оставил за собой викарием епископа Павла (Попова). Официальное учреждение викариатства относится к 11 января 1858 или, по иным сведениям, к 16 ноября 1859 года.
В конце 1869 года в результате многолетних трудов святителя Иннокентия (Вениаминова) был подписан Царский Указ об образовании Якутской епархии.
В 1899 году, при переустройстве Камчатской епархии, Якутской кафедре был передан Охотский округ Приморской области.
В годы Гражданской войны епархия временно оказалась без архиерея, так как епископ Евфимий (Лапин), выехавший в Москву на Поместный собор 1917—1918 года, не смог вернуться. Поэтому Омское временное высшее церковное управление поручило в 1919 году временно управлять Якутской епархией Софронию (Арефьеву) (в сентябре 1921 года он был арестован и выслан из епархии). В конце 1920-х годов в Якутии сложилось обновленческая епархия. В 1927 году обновленец Н. И. Винокуров (якут по национальности) пребывал в Средне-Колымске в сане епископа. Однако якутская епархия была бедной, особенно после того, как советская власть конфисковала Спасский мужской монастырь Якутска. В 1929 году обновленцы назначили якутским архиереем Михаила (Николаева), но он видимо из-за отсутствия средств не поехал дальше Иркутска. В 1930 году у якутских обновленцев было уже два храма и в 1931 году обновленческий Синод включил Якутскую епархию в состав Восточно-сибирской митрополии. Развитие обновленчества шло в Якутии на фоне начавшегося с конца 1920-х годов в Якутии массового закрытия церквей и арестов священнослужителей. В итоге постепенно были ликвидированы все духовные учреждения. Церкви разграблены и осквернены. Церковное имущество и утварь конфискованы. В результате, в 1930-х годах Якутия вновь вошла в состав Иркутской епархии. В 1939 году был закрыт последний действующих храм в Якутии.

### Новейшая история с 1983 года
В 1983 году Совет по делам религий при Совете Министров СССР после долгих прошений верующих принял решение о регистрации православного прихода в Якутске. Им стал молитвенный дом во имя святителя Николая Чудотворца.
23 февраля 1993 года Патриархом Алексием II и Священным Синодом Русской Православной Церкви было принято постановление о возрождении Якутско-Вилюйской епархии на территории Республики Саха (Якутия). Первым епископом новообразованной епархии был назначен архимандрит Герман (Моралин), по воспоминаниям которого, к моменту создания епархии в республике Саха (Якутия) был только один «запущенный» небольшой деревянный храм в городе Якутске, в который посылали «провинившихся» священнослужителей из Иркутска. Кроме того, действовал молитвенный дом, расположенный в ветхом бараке на окраине города Нерюнгри, где служил прикомандированный священник.
В 2000 году были созданы катехизаторский, молодёжный, социальный и военный епархиальные отделы, а в 2001 году — миссионерский.
Епархия переименована постановлением Священного Синода от 26 декабря 1995 года в связи с тем, что в городе Вилюйске 7000 жителей и нет православного прихода, а в городе Ленске более 30 тысяч населения и строится православный храм.
17 августа 2004 года постановлением Священного Синода Герман (Моралин) назначен архиепископом Курским и Рыльским, его преемником назначен Епископ Зосима (Игорь Васильевич Давыдов).
С 2005 года в Якутске стали регулярно проходить Рождественские чтения.
На II Якутских республиканских Рождественских чтениях (5-6 декабря 2006 года) «Возрождение и сохранение духовно-нравственных ценностей в современном обществе» было подписано Соглашение между Министерством образования Республики Саха (Якутия) и Якутской епархией Русской Православной Церкви о сотрудничестве в области образования и духовно-нравственного воспитания детей и молодёжи.
19-21 сентября 2006 года в Хабаровске состоялась Международная научно-практическая конференция «Христианство на Дальнем Востоке» Архивная копия от 4 марта 2016 на Wayback Machine, на которой в докладе секретаря епархиального совета иеромонаха Даниила (Коротунова) «Современные условия жизни и деятельности Якутской епархии» были опубликованы следующие данные:
В августе 2006 года по благословению в Якутске было воссоздано духовное училище.
В 2009 году в Институте перевода Библии вышла Псалтирь на якутском языке.
Епископ Зосима (Давыдов) скончался 9 мая 2010 года от сердечного приступа после литургии в алтаре Градоякутского Никольского собора. Согласно его устному завещанию, которое он не раз озвучивал перед своими помощниками по Епархиальному управлению, в случае смерти тело из Якутии не увозить, а похоронить здесь, епископ Зосима был похоронен за алтарем Градоякутского Преображенского Кафедрального собора.
После смерти Епископа Зосимы (Давыдова) с 9 мая по 1 августа 2010 года епархией временно управлял архиеп. Иркутский Вадим (Лазебный).
26 июля 2010 года на заседании Священного синода Русской православной церкви епископом Якутским и Ленским назначен протоиерей Николай Петрович Быков, благочинный Кстовского округа Нижегородской епархии, 29 июля того же года был совершен чин пострига в монашество с наречением имени Илиа в честь святого пророка Илии.
В марте 2011 года в блогосфере широко распространился анонимный текст, автор которого, называющий себя строительным подрядчиком, выполнявшим работы для епархии, обвиняет епископа Илию в алчности и в прямых денежных обманах. Патриарху было направлено обращение с просьбой «назначить компетентную комиссию Священного Синода для расследования деятельности епископа Илии (Быкова)»
4 апреля 2011 года в Якутской епархии начала работу комиссия Контрольно-аналитической службы Управления делами Московской патриархии.
30 мая 2011 года епископ Илия (Быков) назначен епископом Рузаевским, викарием Саранской епархии.
30 мая 2011 года постановлением Священного Синода Русской Православной Церкви епископом Якутским и Ленским назначен архимандрит Роман (Лукин), избранный 6 октября 2008 года Священным Синодом (журнал № 82) епископом Михайловским, викарием Ставропольской епархии.
6 октября 2011 года Якутское Духовное Училище было преобразовано в Якутскую Духовную Семинарию.
В августе 2011 года начато восстановление Спасского монастыря в Якутске.
В ноябре 2012 года вышел первый номер возрождённого журнала «Якутские епархиальные ведомости»

## Епископы
Якутское викариатство Камчатской епархии
- 6 марта 1860 — 9 ноября 1866 — Павел (Попов)
- 9 ноября 1866 — 3 июля 1867 — Петр (Екатериновский)
- 9 февраля 1868 — 12 ноября 1870 — Дионисий (Хитров)

Якутская епархия

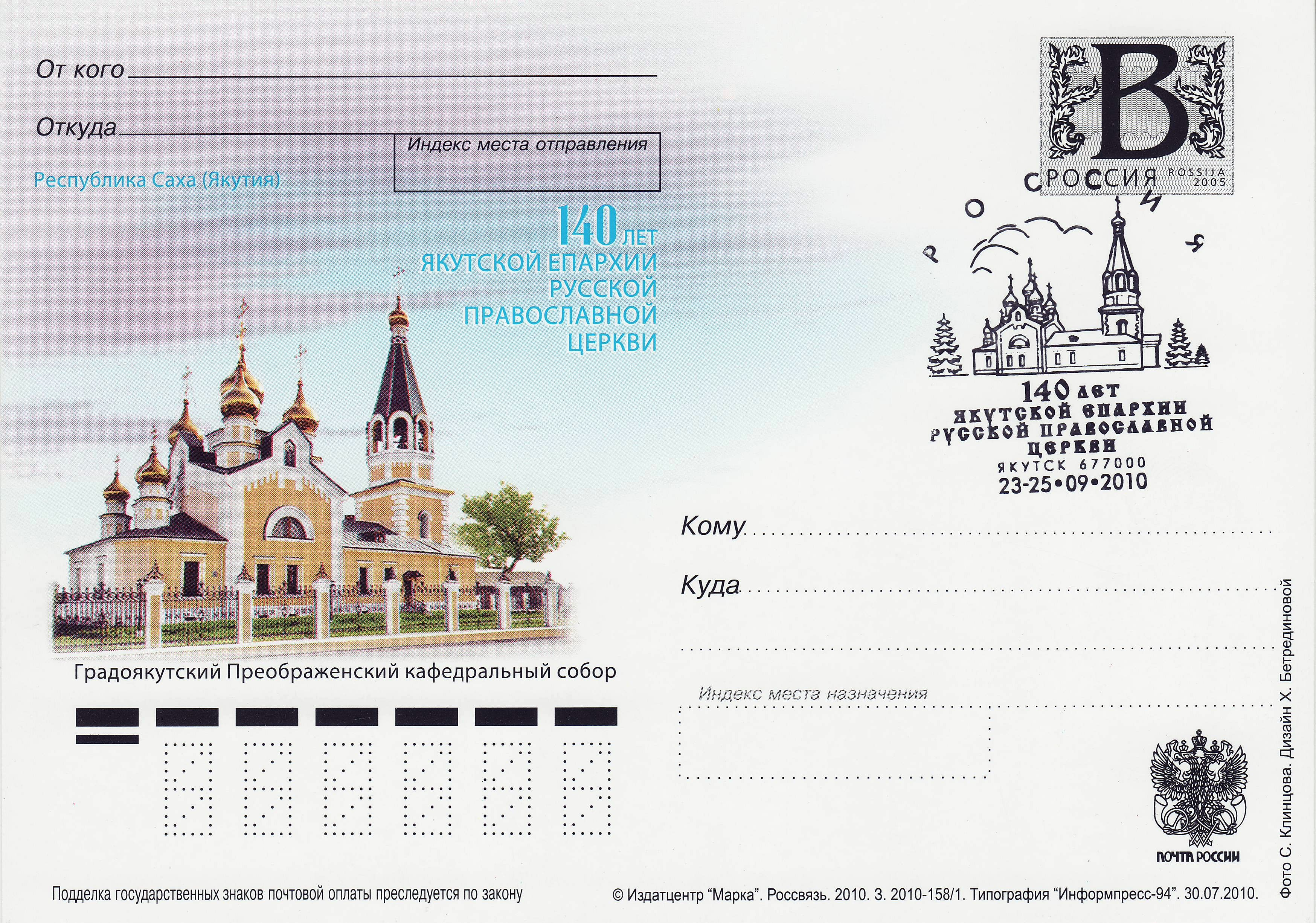
140 лет Якутской епархии. Градоякутский Преображенский кафедральный собор. Почтовая карточка со спецгашением, Россия, 2010 г.

- 12 января 1870 — 12 декабря 1883 — Дионисий (Хитров)
- 8 января 1884 — 27 мая 1889 — Иаков (Домский)
- 5 июля 1889 — 14 октября 1896 — Мелетий (Якимов)
- 14 октября 1896 — 27 сентября 1898 — Никодим (Преображенский)
- 27 сентября 1898 — 17 января 1905 — Никанор (Надеждин)
- 17 января 1905 — 1 мая 1909 — Макарий (Павлов)
- 1 мая 1909 — 23 февраля 1912 — Иннокентий (Пустынский)
- 23 февраля 1912 — 26 января 1916 — Мелетий (Заборовский)
- 26 января 1916 — июнь 1920 — Евфимий (Лапин)
- 1920 — начало 1922 — Софроний (Арефьев)
- 1923—1925 — Иринарх (Синеоков-Андреевский)
- декабрь 1926 — 12 декабря 1928, до 1927 — в/у — Синезий (Зарубин), епископ Колымский
- 1928—1931 — Иринарх (Синеоков-Андреевский)
  - 1937—1993 — в составе Иркутской епархии
- 30 января 1946 — 10 июля 1947, в/у — Венедикт (Пляскин), епископ Хабаровский и Владивостокский
- 28 марта 1993 — 17 августа 2004 — Герман (Моралин)
- 27 сентября 2004 — 9 мая 2010 — Зосима (Давыдов)
- 9 мая — 1 августа 2010, в/у — Вадим (Лазебный), архиепископ Иркутский
- 1 августа 2010 — 30 мая 2011 — Илия (Быков)
- с 19 июня 2011 — Роман (Лукин)

## Миссионерская деятельность
В епархии с 19 августа 2001 года действует миссионерский отдел.
Методом проб и ошибок в первые годы было установлено, что массовые крещения людей в отдалённых районах Якутии неэффективны, и деятельность отдела сместила акцент на формирование общин из мирян с периодическими визитами священника из миссионерского отдела. Возглавляет отдел протоиерей Сергий Клинцов, настоятель Градоякутского Преображенского кафедрального собора.

Основными проблемами в докладе конференции «Христианство на Дальнем Востоке» Архивная копия от 4 марта 2016 на Wayback Machine «Современные условия жизни и деятельности Якутской епархии» названы:
В целом по религиозной ситуации в республике серьёзную обеспокоенность вызывает рост числа новых и нетрадиционных религиозных объединений, которые, при наличии серьёзного централизованного финансирования и ориентированности на миссионерскую деятельность уже по количеству религиозных организаций существенно опережают традиционные религии.

Также проблемой на данном этапе, к которой хочется привлечь внимание является слабая информированность, а порой и некомпетентность представителей государства в вопросах, связанных с религиозной сферой, и вытекающее из этого стремление местных властей дистанцироваться от решения проблем объединений верующих. В итоге о религиозной обстановке представления имеются крайне смутные и устаревшие. В поле зрения попадают, как правило, зарегистрировавшие организации, более-менее охотно идущие на контакт с представителями государства, и не представляющие опасности. Потенциально более опасные в этом смысле религиозные группы нонконформистской и даже деструктивной ориентации оказываются вне какого-либо контроля.
Однако, необходимо отметить также определённое противодействие миссионерской деятельности со стороны последователей традиционных языческих и неоязыческих объединений и учений, таких как учение Аар Айыы, Үс Түмсүү, Айыы Таҥара итэҕэлэ и неформальных объединений.
В начале перестройки основной задачей, поставленной руководством Республики было стремление возродить, с одной стороны, национальную традицию, культуру, фольклор и поднять самосознание якутского народа, с другой — продолжить прерванный революцией процесс воцерковления и приобщения северных народов к Православию.
В соответствии с этим, по инициативе первого президента Республики М. Е. Николаева в 1993 году была восстановлена Якутская епархия, которой до настоящего времени оказывается большая поддержка. Однако параллельно с этим официальные власти содействовали процессу возрождения традиционного якутского шаманизма, которому, однако, придавался исключительно светский, некультовый характер.
В 1996 году для удобства осуществления взятого курса была организована Академия духовности, которая объединила ведущих представителей Якутской интеллигенции — писателей, артистов, учёных-гуманитариев, в первый состав которой, однако, вошёл и представитель Русской Православной Церкви в лице архиепископа Германа (Моралина).
В стенах самой Академии на первых же заседаниях наметились две четкие фракции: с одной стороны архиеп. Герман и ныне покойный народный писатель Дмитрий Кононович Сивцев (Суорун Омоллоон), с другой стороны — остальные 19 членов Академии, которых воодушевила идея возрождения национальной культуры и религии. Используя свой общественный авторитет, и при равнодушном отношении к Православной Церкви, они содействовали восстановлению в Республике публичного проведения национальных языческих праздников — в первую очередь Ысыаха (летняя встреча солнца), популяризации языческого божества Чысхаана (бык зимы) как национального образа Деда Мороза; введению в школах и ВУЗах программ по изучению якутского языческого календаря и Олонхо — народного эпоса, содержащего национальные традиции и мифологию.
С 2005 года в Академии духовности совершенно отсутствует православная фракция, а руководители местных муниципальных образований, используя отдалённость от центра, и экономическую самостоятельность своих районов, сами решают на местах, что им поддерживать: Православие или шаманизм, или — и то, и другое одновременно.

## Благочиния
Епархия разделена на 10 церковных округов. По состоянию на октябрь 2022 года:
- Алданское благочиние
- Вилюйское благочиние
- Градоякутское благочиние
- Ленское благочиние
- Мирнинское благочиние
- Нерюнгринское благочиние
- Олекминское благочиние
- Северное благочиние
- 1-е Центральное благочиние
- 2-е Центральное благочиние

## Монастыри
Мужские
- Андреевский монастырь в Мирном
- Якутский Спасский монастырь в Якутске

Женские
- Покровский монастырь в Якутске
- Старо-Покровский монастырь в Покровске

## СМИ
- Якутские епархиальные ведомости
- Молодёжная православная газета «Логос»